# Widnau
Widnau is een gemeente en plaats in het Zwitserse kanton Sankt Gallen, en maakt deel uit van het district Rheintal.
Widnau telt 7.959 inwoners.